# シドニー・フォスター
シドニー・フォスター（Sidney Foster, 1917年5月23日 - 1977年2月7日）は、アメリカのピアノ奏者。

## 経歴
サウスカロライナ州フローレンス出身。8歳の時にマイアミに移住し、当地でアール・チェスター・スミスからピアノのレッスンを受けた。そのピアノをヨゼフ・ホフマンが聴き、ホフマンの推薦で1927年からカーティス音楽院に入学し、イザベラ・ヴェンゲーロヴァの薫陶を受けた。1929年にはマイアミに戻った後でニューオーリンズに移住し、ワルター・ゴールドスタインの指導を受けたが、1934年にカーティス音楽院に戻り、デヴィッド・サパートンに師事した。1938年にはマクダウェル・ピアノ・コンクールで優勝、1940年にはレーヴェントリット賞を受賞している。1941年にジョン・バルビローリの指揮するニューヨーク・フィルハーモニック交響楽団のカーネギー・ホールでの演奏会でデビューを果たした。1949年からフロリダ州立大学で教鞭をとり、1952年からインディアナ大学に転任した。
ボストンにて死去。